# Jungingen
Jungingen é um município da Alemanha, no distrito dos Alpes de Zollern, na região administrativa de Tubinga, estado de Baden-Württemberg.

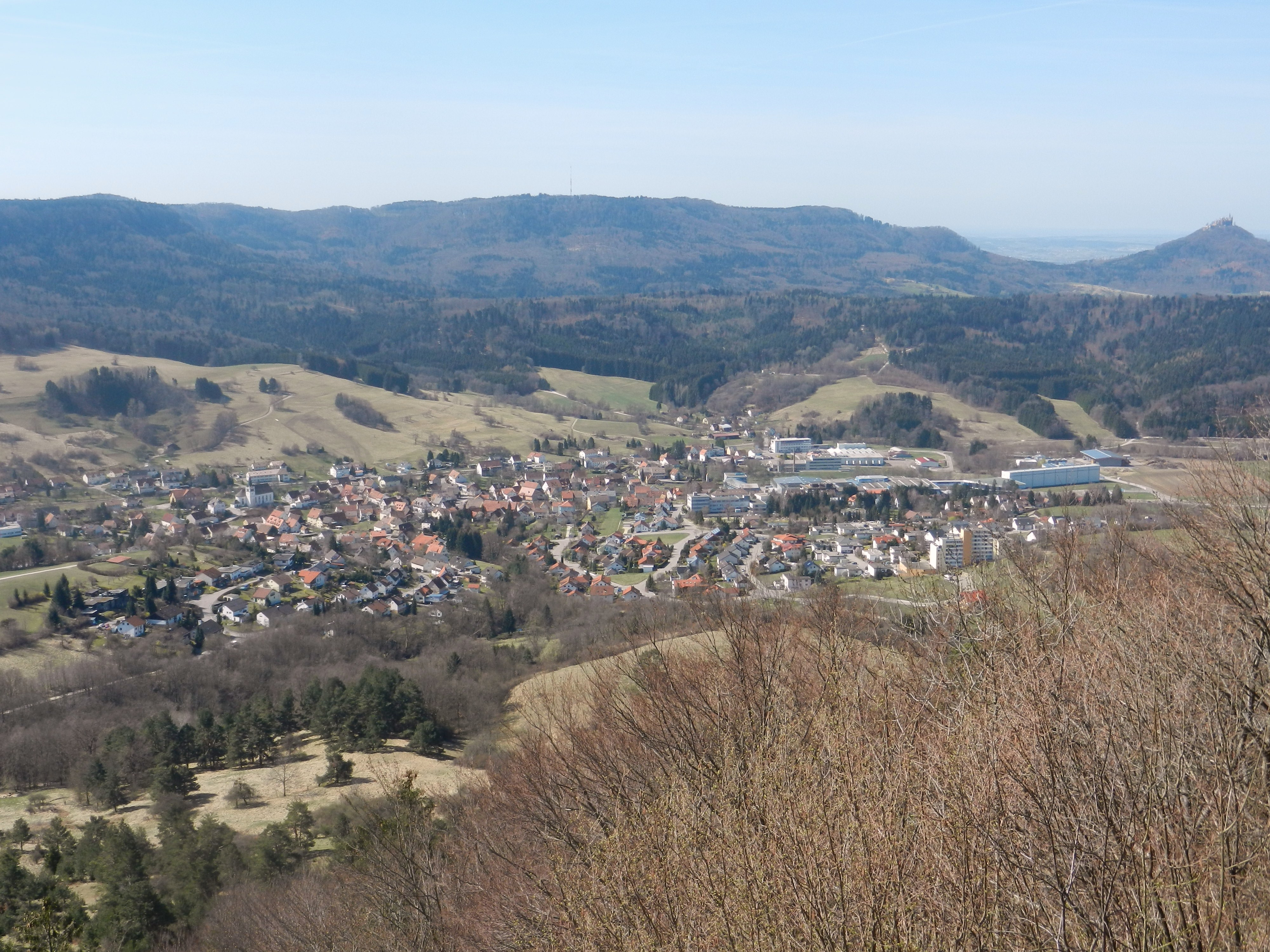
Panorama.